# ひよこちゃん

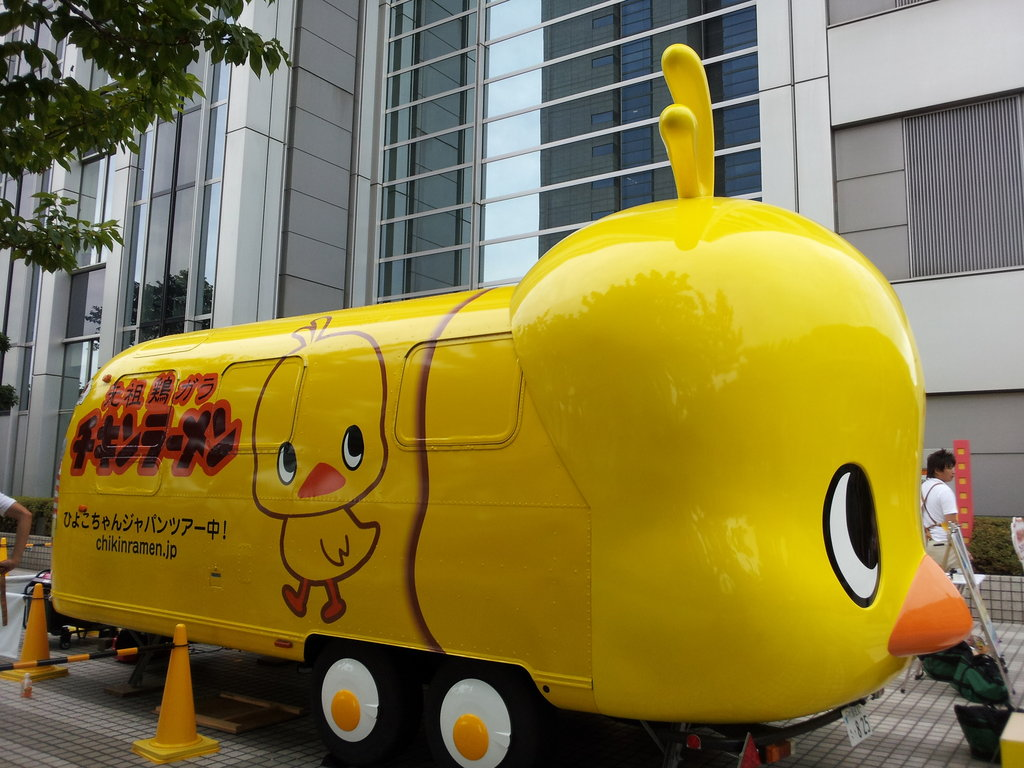
ひよこちゃんを模ったチキンラーメンの宣伝車（2013年撮影）

ひよこちゃんは日清食品のインスタントラーメン「チキンラーメン」のシンボルキャラクター。オスの黄色いひよこを意匠化している。従来の男の子のキャラクター「ちびっこ」に代わって1989年（平成元年）に登場した。
2001年（平成13年）には生誕10周年を記念して、12羽の仲間が誕生した。13羽合わせて「チキラーズ」と呼ばれる。現在は全員でチキラー島という架空の島にあるチキンタウンに住んでいるという設定になっている。
2010年 （平成22年）、play set productsが手がけるデザインに変更。1991年の誕生以来デザインの変更は初めて。
2016年（平成28年）8月25日、大阪府池田市の観光大使に就任する。2019年（令和元年）10月19日に池田市でマンホールサミットが開催されるのを記念して、ひよこちゃんがデザインされたマンホールの蓋が製作された。

## プロフィール
- 性格：明るくて前向き。好奇心が旺盛で正義感も強いが、ひょうきんな一面もある。
- 好きなもの：友情とラーメン。
- 嫌いなもの：のびたラーメン。

## チキラーズメンバー

### 現行メンバー
- ひよこちゃん - ♂（オス）

### 旧メンバー
- タマピー - ♂（オス）
- げんきくん - ♂
- テンテケくん - ♂
- イケテルくん - ♂
- チキンシュタイン - ♂
- チョビタ - ♂
- なんぼくん - ♂
- タカピー - ♀（メス）
- ひめちゃん - ♀
- モモピー - ♀
- ピヨ - ♀（ピコと一卵性双生児）
- ピコ - ♀（ピヨと一卵性双生児）